# ГЕС Асутан
ГЕС Асутан (ісп. Azutan) — гідроелектростанція у центральній частині Іспанії. Знаходячись між ГЕС Кастрехон (вище по течії) та ГЕС-ГАЕС Вальдеканьяс, входить до каскаду на Тахо (найбільша річка Піренейського півострова, що впадає в Атлантичний океан уже на території Португалії біля Лісабона).
Для роботи станції річку перекрили контрфорсною греблею висотою 55 метрів та довжиною 500 метрів, на спорудження якої пішло 212 тис. м3 матеріалу. Вона утримує водойму площею поверхні 12,5 км2 та об'ємом 85 млн м3.
Розташований біля греблі машинний зал обладнаний трьома турбінами потужністю по 60 МВт, що працюють при напорі 32 метри.
Зв'язок з енергосистемою відбувається по ЛЕП, що працює під напругою 220 кВ.